# فيليب شميد
فيليب شميد (بالألمانية: Philipp Schmid)‏ هو متزحلق جبال الألب ألماني، ولد في 7 مايو 1986 في ليندنبرغ إم آلغوي في ألمانيا.

## وصلات خارجية
- فيليب شميد على موقع الاتحاد الدولي للتزلج (التزلج على المنحدرات الثلجية) (الإنجليزية)